# Утіяма Кокі
Кокі Утіяма (яп. 内山 昴輝) — японський сейю. Народився 16 серпня 1990 року. У 2011 році виграв Seiyu Awards в номінації на найкращого початківця актора.

## Озвучення аніме

### 2003
- - Момоко чує пісню жабенят (Рікі Курамото)

### 2008
- - Пожирач Душ (Пожирач Душ)

### 2010
- - Мобільний воїн Гандам Єдиноріг (Банагер Лінкс)
- - Покійні (Нацуно Юкі)

### 2011
- - Нескінченні Небеса (перший сезон) (ІТІКОМ Орімура)
- - C (Кімімаро Ега)
- - У лісі мерехтіння світлячків (Гін)
- - Ти і я (перший сезон) (Юта Асаба)
- - Корона гріху (Деріл)
- - Нескінченні Небеса OVA (ІТІКОМ Орімура)

### 2012
- - Акваріон (другий сезон) (Кагура)
- - Ти і я (другий сезон) (Юта Асаба)
- - Бейблейд (ТВ-7) (Сінобу Хірюін)
- - Tsuritama (Нацукі Вусами)
- - Binbougami ga! (Кейта Цувабукі)
- - Tanken Driland (Пан)
- - Zetsuen no Tempest: The Civilization Blaster (Есино Такігава)
- - Aoi Sekai no Chuushin de (Тіл)

### 2013
- - RDG: Red Data Girl (Міюкі Сагара)
- - Tanken Driland: 1000-nen no Mahou (Пан)
- - Kaminai (Аліс)

### 2014
- - Buddy Complex (Дзюн Діо Вайнберг)
- - Ping Pong (Макото Цукімото)

### 2017
- - Наречена чаклуна (Рут)